# Joseba Abaitua
Joseba Koldobika Abaitua Odriozola es filólogo vasco y profesor universitario. Es licenciado en Filología Vasca ( Universidad del País Vasco ) y doctor en Lingüística computacional (Universidad de Manchester). Con su tesis fue pionero en el campo de la traducción automática al euskera. Fue uno de los desarrolladores/consultores de la aplicación Traductor, lanzada por el Gobierno Vasco.
En sus publicaciones ha trabajado en los siguientes temas: tecnologías del lenguaje y gestión de contenidos multilingües. En los últimos años ha trabajado con textos multilingües, índices conceptuales y datos enlazados. Es miembro del grupo de investigación LinguaMedia.
Es profesor de la Universidad de Deusto en el campus de Bilbao. Imparte clases de Lenguas Modernas a nivel de pregrado. Es uno de los impulsores de la teoría de la vascunización tardía.